# Aitor González Prieto
Pour les articles homonymes, voir Prieto.
Aitor González Prieto (né le 5 novembre 1990 à Ermua) est un coureur cycliste espagnol. Il est professionnel de 2016 à 2018 chez Euskadi Basque Country-Murias.

## Palmarès
- 2011
  - Antzuola Saria
  - 2e de la Subida a Gorla
  - 2e de l'Oñati Proba
- 2012
  - 2e de l'Ereñoko Udala Sari Nagusia
- 2013
  - Premio Nuestra Señora de Oro
  - 2e du Tour de Tolède
- 2014
  - Tour de Galice :
    - Classement général
    - 1rea étape
- 2015
  - Champion du Pays basque sur route
  - 1re étape du Tour de Navarre
  - Premio Nuestra Señora de Oro
  - 1re étape du Tour de Zamora
  - Subida a Altzo
  - Tour de Galice :
    - Classement général
    - 2e étape

  - 3e du Trofeo Ayuntamiento de Zamora
  - 3e du Torneo Euskaldun

## Classements mondiaux
| Année           | 2016   | 2017   |
| --------------- | ------ | ------ |
| UCI Europe Tour | 1 139e | 1 154e |